# Castello di Pontefract
Il castello di Pontefract sorge nei pressi dell'omonima città, nel distretto della City of Wakefield nel West Yorkshire. Si crede che qui vi abbia trovato la morte Riccardo II d'Inghilterra, fu teatro di numerosi eventi durante la guerra civile inglese.

## La storia
Il castello di Pontefract sorse attorno al 1070 per mano di Famiglia de Lacy (1045-1093) su delle terre che gli erano state donate da Guglielmo I d'Inghilterra, quale ricompensa per il supporto datogli durante la conquista normanna dell'Inghilterra, a ovest della città omonima, su una roccia posta sopra alla locale chiesa di Ognissanti. Il sito, che reca tracce di un'occupazione antecedente, ospitò dapprima un castello in legno che, nel tempo, venne sostituito da uno in pietra. Nel Domesday Book il castello venne registrato con il nome del primo proprietario Ilbert's Castle.
Quando la famiglia de Lacy, allora rappresentata da Robert de Lacy (morto probabilmente prima del 1030), fallì nel sostenere Enrico I d'Inghilterra nelle lotte di potere contro i fratelli perse il castello che venne confiscato dalla corona nel corso del XII secolo. Più di un secolo dopo Roger de Lacy pagò 3.000 £ a Riccardo I d'Inghilterra per riavere l'onore (la baronia, la signoria) di Pontefract che venne concessa anche se il re tenne per sé il castello. Solo nel 1199 con l'ascesa del fratello di Riccardo, Giovanni d'Inghilterra Pontefract tornò ai de Lacy, la famiglia visse lì per tutto il XIV secolo e fu sotto la loro proprietà che venne costruito il dongione che era una delle attrattive principali del castello in quanto ad architettura.
Nel 1311 con il matrimonio fra Alice de Lacy e Tommaso Plantageneto Pontefract finì entro l'orbita della Casa di Lancaster e lo stesso Tommaso venne decapitato poco fuori dal castello sei giorni dopo aver perso alla battaglia di Boroughbridge per volere del re Edoardo II d'Inghilterra. In Inghilterra allora era in corso una vera e propria lotta fra i nobili ed i favoriti del re e Tommaso divenne in breve tempo un martire. Pontefract andò in eredità al nipote di Tommaso, Enrico Plantageneto e quindi a Giovanni Plantageneto uno dei figli minori di Edoardo III d'Inghilterra, questi lo elesse a sua residenza e vi intraprese diversi lavori di miglioramento.
Diversi anni dopo suo figlio Enrico IV d'Inghilterra detronizzò il cugino Riccardo II d'Inghilterra che venne imprigionato a Pontefract dove venne probabilmente assassinato all'inizio del 1400.
Nel 1536 il guardiano del castello, Thomas Darcy, I barone Darcy, lo cedette ai ribelli durante la rivolta del Pellegrinaggio di Grazia, questa resa costò la vita a Darcy che venne giustiziato giacché Enrico VIII d'Inghilterra lo interpretò come un atto di tradimento.
Pochi anni dopo, nel 1541, Enrico vi sostò insieme alla quinta moglie, Caterina Howard, e la tradizione vuole che ella abbia commesso qui il suo primo adulterio con Thomas Culpeper, un'azione che portò entrambi alla morte entro la fine dell'anno. Più di vent'anni dopo vi alloggiò Maria Stuarda.
Quando scoppiò la guerra civile inglese il castello finì nelle mani dei realisti, i ripetuti assedi dei parlamentaristi lo ridussero a uno stato di rovina già entro il 1644. Pontefract aveva ottime strutture murarie ed era considerata una delle più grandi fortezze del paese, cosa che spiega, probabilmente, perché i parlamentaristi volessero renderlo inutilizzabile.
In quest'ottica pare che attorno al 1648, quando venne messa in atto una distruzione sistematica del castello, la popolazione abbia offerto il proprio appoggio sperando che, con Pontefract fuori uso, sarebbero cessati anche i combattimenti.
Attualmente quel che resta del castello è davvero poco, qualche pezzo della cinta muraria, le mura del XII secolo, i resti della Piper's Tower, una Postierla e le fondamenta della cappella sono i resti più antichi del maniero insieme ai resti del dongione. Il cancello grande è fiancheggiato dai resti di una torre semicircolare e da quelli del Barbacane, alcune stanze scavate nelle fortificazioni interne potrebbero indicare dove sorgeva la Sala Grande e quel che resta del cancello nord è contrassegnato dai resti di una torre rettangolare.
Lavori di restauro del castello sono iniziati nel 2015.